# 1642
Реформація •  Епоха великих географічних відкриттів •  Ганза •  Нідерландська революція •  Річ Посполита •  Запорозька Січ

## Геополітична ситуація
Османську державу очолює Ібрагім I (до 1648). Під владою османського султана перебувають Близький Схід та Єгипет, Середземноморське узбережжя Північної Африки, частина Закавказзя, значні території в Європі: Греція, Болгарія та Сербія. Васалами турків є Волощина та Молдова.
Священна Римська імперія — наймогутніша держава Європи. Її територія охоплює, крім німецьких земель, Угорщину з Хорватією, Богемію, Північну Італію. Її імператором є Фердинанд III з родини Габсбургів (до 1647). На території імперії триває Тридцятирічна війна.
Габсбург Філіп IV Великий є королем Іспанії (до 1665) та Португалії. Йому належать Іспанські Нідерланди, південь Італії, Нова Іспанія, Нова Гранада та Нова Кастилія в Америці, Філіппіни. Королем Португалії проголошено Жуана IV, хоча Іспанія це проголошення не визнає. Португалія має володіння в Бразилії, в Африці, в Індії, на Цейлоні, в Індійському океані й Індонезії.
Північ Нідерландів займає Республіка Об'єднаних провінцій. Король Франції — Людовик XIII Справедливий (до 1643). В Англії триває Англійська революція. Королем формально залишається Карл I. Король Данії та Норвегії — Кристіан IV Данський (до 1648), королева Швеції — Христина I (до 1654). На Апеннінському півострові незалежні Венеціанська республіка та Папська область.
Королем Речі Посполитої, якій належать українські землі, є Владислав IV Ваза (до 1648).. На півдні України існує Запорозька Січ.
Царем Московії є Михайло Романов (до 1645). Існують Кримське ханство, Ногайська орда.
В Ірані правлять Сефевіди.
Значними державами Індостану є Імперія Великих Моголів, Біджапурський султанат, султанат Голконда, Віджаянагара. У Китаї править династія Мін, маньчжури утворили династію Цін. В Японії триває період Едо.

## Події

### В Україні
- Відбувся спільний синод української і молдавської православних церков у Яссах.
- Козацьким гетьманом став Максим Гулак.
- Азовське сидіння завершилося відступом козаків.
- Перша писемна згадка про село Поплави (нині Підволочиського району Тернопільської області).

### У світі
- Англійська революція:
  - 6 січня провалилася спроба англійського короля Карла I заарештувати провідних членів Довгого парламенту.
  - 10 січня Карл I покинув Лондон.
  - 22 серпня Карл I підняв свій прапор в Ноттінгемі, що стало сигналом до початку в Англії громадянської війни, в якій прихильники короля виступили проти прихильників партії пуританської парламентської більшості.
  - 23 жовтня битва між роялістами та прихильниками парламенту поблизу Еджгілла завершилася, не визначивши переможця.
  - 13 листопада відбулася битва при Тернгем-Грін, внаслідок якої роялісти змушені були відступити й не змогли захопити Лондон.
  - Житель міста Голвей захопили англійський військовий корабель і оголосили свою підтримку Ірландській Конфедерації.
- 1 березня Йорк, розташований у сьогоднішньому штаті Мен, став першим населеним пунктом Америки, котрий отримав статус міста.
- 18 травня засновано канадське місто Монреаль.
- 24 листопада Абель Тасман відкрив землю, яка отримала назву Тасманія.
- 13 грудня голландський мореплавець Абель Тасман став першим європейцем, що відвідав групу островів у південній частині Тихого океану, відому нині як Нова Зеландія.
- Нідерландці виставили іспанців із Тайваню.
- Шахом Ірану став Аббас II.
- Маньчжури здійснили рейд у китайську провінцію Шаньдун.
- Урядові війська династії Мін свідомо зруйнували греблю на річці Жовтій, щоб зупинити повстанців Лі Цзичена, що призвело до загибелі 300 тисяч людей.
- Засновано Богучани.

## Культура

«Нічна варта» Рембранта

- Рембрант намалював «Нічну варту».

## Народились
- 2 вересня — Мехмед IV, османський султан (1648—1687)

Див. також Категорія:Народились 1642

## Померли
Див. також Категорія:Померли 1642
- 8 січня — на 78-му році життя помер італійський фізик, математик і астроном Галілео Галілей
- 16 серпня — Фрідріх Кеттлер, герцог Курляндії і Семигалії.
- 18 серпня — Гвідо Рені, італійський художник, відомий представик Болонської школи
- 4 грудня — у Парижі на 58-му році життя помер Арман Емманюель дю Плессі, герцог де Рішельє